# 正確名稱
在植物学中，根据国际藻类、真菌和植物命名法规，正确名称，或稱正當名，是指当某一分類單元具有特定的界限、位置和分类阶元时，该分類單元应使用的唯一植物學名。确定一个名稱是否正确是一个复杂的过程，並且该名称必须是有效公布的。除正确名称外，其他有效公布的名称被称为異名。